# Governo do Estado do Maranhão
O Governo do estado do Maranhão ou Poder Executivo maranhense é chefiado pelo governador do estado do Maranhão, Brasil, que é eleito em sufrágio universal e voto direto e secreto pela população local para um mandato de quatro anos de duração, podendo ser reeleito para mais um mandato. Sua sede é o Palácio dos Leões, localizado na capital maranhense, São Luís, que o abriga desde 1766.
O estado do Maranhão, assim como em uma república, é governado por três poderes, o executivo, representado pelo governador, o legislativo, representado pela Assembleia Legislativa do Maranhão, e o judiciário, representado pelo Tribunal de Justiça do Maranhão e outros tribunais e juízes.
Em junho de 2025, o governo do Maranhão tinha 42 secretarias e órgãos com status de secretaria, 19 autarquias, 5 fundações públicas e 7 empresas estatais.

## Poder executivo

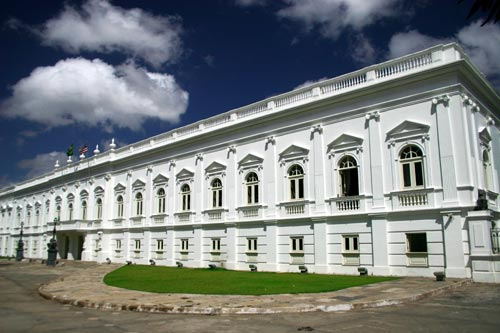
O Palácio dos Leões, edifício histórico que abriga a sede do governo estadual.

### Administração direta
- Governador: Carlos Orleans Brandão Junior[3]
- Vice-governador: Felipe Costa Camarão

#### Gabinete do Governador
- Secretária-chefe do Gabinete do Governadorː Luzia de Jesus Waquim

#### Secretarias estaduais
| Secretarias                                                                | Secretário(a) de Estado      |
| -------------------------------------------------------------------------- | ---------------------------- |
| Casa Civil                                                                 | Sebastião Madeira            |
| Cerimonial                                                                 | Walquíria Moraes             |
| Gabinete Militar                                                           | Coronel Humberto Soares      |
| Secretaria-Geral da Governadoria                                           | Luís Fernando Silva          |
| Secretaria de Agricultura e Pecuária (SAGRIMA)                             | Diego Rolim                  |
| Secretaria de Agricultura Familiar (SAF)                                   | Bira do Pindaré              |
| Secretaria de Articulação Política (SECAP)                                 | Rubens Pereira               |
| Secretaria de Cidades e Desenvolvimento Urbano (SECID)                     | Joslene Rodrigues            |
| Secretaria de Ciência, Tecnologia e Inovação (SECTI)                       | Natassia Weba                |
| Secretaria de Comunicação (SECOM)                                          | Sérgio Macedo                |
| Secretaria de Cultura (SECMA)                                              | Yuri Arruda                  |
| Secretaria de Desenvolvimento Econômico e Programas Estratégicos (SEDEPE)  | José Reinaldo Tavares        |
| Secretaria de Desenvolvimento Social (SEDES)                               | Paulo Casé Fernandes         |
| Secretaria dos Direitos Humanos e Participação Popular (SEDIHPOP)          | Lilia Raquel                 |
| Secretaria de Educação (SEDUC)                                             | Jandira Dias                 |
| Secretaria de Esporte e Lazer (SEDEL)                                      | Naldir de Jesus Vale Lopes   |
| Secretaria de Fazenda (SEFAZ)                                              | Marcellus Ribeiro Alves      |
| Secretaria de Estado da Administração (Sead)                               | Guilberth Garcês             |
| Secretaria de Governo (SEGOV)                                              | Márcio Machado               |
| Secretaria de Indústria e Comércio (SEINC)                                 | Júnior Marreca               |
| Secretaria de Infraestrutura (SINFRA)                                      | Aparício Bandeira Filho      |
| Secretaria de Administração Penitenciária (SEAP)                           | Murilo Andrade               |
| Secretaria de Meio Ambiente e Recursos Naturais (SEMA)                     | Pedro Chagas                 |
| Secretaria da Mulher (SEMU)                                                | Abgail Cunha                 |
| Secretario da Pesca e Aquicultura (SEPAQ)                                  | Edson Araújo                 |
| Secretaria de Planejamento e Orçamento (SEPLAN)                            | Vinícius Ferro               |
| Secretaria de Saúde (SES)                                                  | Tiago Fernandes              |
| Secretaria de Segurança Pública (SSP)                                      | Maurício Martins             |
| Secretaria de Relações Institucionais (SEIR)                               | Silvia Carla Ferreira        |
| Secretaria de Representação Institucional do Maranhão em Brasília (REBRAS) | Washington Oliveira          |
| Secretaria de Trabalho e Economia Solidária (SETRES)                       | Luiz Henrique Silva de Sousa |
| Secretaria de Transparência e Controle (STC)                               | Raul Mochel                  |
| Secretaria de Turismo (SETUR)                                              | Socorro Araújo               |

#### Secretarias extraordinárias
- Secretaria Extraordinária de Igualdade Racial (SEIR) - Gérson Pinheiro
- Secretaria Extraordinária de Juventude (SEEJUV) - Tatiana Pereira
- Secretaria Extraordinária de Assuntos Legislativos - Raimundo Cutrim
- Secretaria Extraordinária de Assuntos Municipalistas - Orleans Brandão
- Secretaria Extraordinária de Políticas para as Comunidades - Helena Duailibe
- Secretaria Extraordinária de Representação Social - Rodrigo Arrais
- Secretaria Extraordinária de Gestão dos Recursos Federais - Jandira Dias

Órgão com status de secretaria
- Procuradoria-Geral do Estado do Maranhão - Valdenio Caminha

#### Órgãos vinculados às secretarias estaduais
- Corpo de Bombeiros Militar do Estado do Maranhão - Coronel Roberto Pinto de Araújo
- Defesa Civil do Estado do Maranhão - Coronel Roberto Pinto de Araújo
- Polícia Civil do Estado do Maranhão -  Delegado-Geral Jair Paiva.
- Polícia Militar do Estado do Maranhão - Comandante-geral Coronel Emerson Bezerra

### Administração indireta

#### Autarquias
- Agência Estadual de Defesa Agropecuária do Maranhão (AGED)[4] - Cauê Ávila Aragão
- Agência Estadual de Mobilidade Urbana e Serviços Públicos (MOB) - Adriano Sarney
- Agência Estadual de Pesquisa Agropecuária e de Extensão Rural do Maranhão (AGERP) - Sandro Montenegro
- Agência Estadual de Tecnologia da Informação do Maranhão (ATI) - Leandro S. Costa
- Agência Executiva Metropolitana (AGEM) - Leônidas Araújo
- Agência Executiva Metropolitana do Leste Maranhense (AGEMLESTE) -  Gabriel Tenório
- Agência Executiva Metropolitana do Sudoeste Maranhense (AGEMSUL) - Vagtônio dos Santos
- Departamento Estadual de Trânsito (DETRAN) - Hewerton Carlos Rodrigues Pereira
- Instituto de Assistência dos Servidores Públicos do Estado do Maranhão (IASP) -
- Instituto de Metrologia e Qualidade Industrial do Maranhão (INMEQ) - Eliel Gama
- Instituto Maranhense de Estudos Socioeconômicos e Cartográficos (IMESC) - Dionatan Carvalho
- Instituto de Colonização e Terra (ITERMA) - Anderson Pires Ferreira
- Instituto Estadual do Maranhão (IEMA) - Criciele Muniz
- Instituto de Previdência dos Servidores do Estado do Maranhão (IPREV) - Raíssa Araújo
- Junta Comercial do Estado do Maranhão (JUCEMA) - Sergio Sombra
- Instituto de Promoção e Defesa do Cidadão e do Consumidor do Estado do Maranhão (PROCON) - Karen Barros
- Universidade Estadual do Maranhão (UEMA) - Gustavo Pereira da Costa
- Universidade Estadual da Região Tocantina do Maranhão (UEMASUL) - Luciléa Ferreira Lopes Gonçalves

#### Empresas públicas e sociedades de economia mista
- Agência de Desenvolvimento do Estado do Maranhão (INVESTE MARANHÃO) - Cauê Ávila Aragão
  - Companhia Administradora da Zona de Processamento de Exportação do Maranhão (ZPE-MA)
- Companhia de Saneamento Ambiental do Maranhão (CAEMA) - Marco Aurélio Freitas
- Companhia Maranhense de Gás (GASMAR) - Allan Kardec Duailibe Barros Filho
- Empresa Maranhense de Administração Portuária (EMAP) - Gilberto Lins
- Empresa Maranhense de Serviços Hospitalares (EMSERH) - Marcello Apolônio Duailibe Barros
- Maranhão Parcerias (MAPA) - Cassiano Pereira Júnior

#### Fundações
- Fundação de Amparo à Pesquisa e ao Desenvolvimento Científico e Tecnológico do Maranhão (FAPEMA) - Nordman Wall
- Fundação da Criança e do Adolescente (FUNAC) - Sorimar Saboia Amorim
- Fundação da Memória Republicana Brasileira (FMRB) -  Kécio Rabelo
- Fundação de Saúde do Estado do Maranhão (FESMA) -
- Fundação Escola de Governo do Maranhão (EGMA) - Leuzinete Pereira

## Poder legislativo
O Poder Legislativo do Maranhão é unicameral, constituído pela Assembleia Legislativa do Maranhão, localizada no Palácio Manuel Beckman, no bairro do Cohafuma. Ela é constituída por 42 deputados estaduais, que são eleitos a cada 4 anos. A mesa diretora da assembleia é eleita para um biênio na administração, com eleição em sufrágio universal indireto, e é composta por:
- Presidente: Deputada Iracema Vale
- 1º Vice-presidente: Deputado Rodrigo Lago
- 2º Vice-presidente: Deputado Arnaldo Melo
- 3º Vice-presidente: Deputada Fabiana Villar
- 4º Vice-presidente: Deputada Andreia Rezende
- 1º Secretário: Deputado Antônio Pereira
- 2º Secretário: Deputado Roberto Costa
- 3º Secretário: Deputado Osmar Filho
- 4º Secretário: Deputada Guilherme Paz

## Poder judiciário
A maior corte do Poder Judiciário maranhense é o Tribunal de Justiça do Maranhão, localizada no Palácio da Justiça Clóvis Bevilácqua, Centro Histórico de São Luís. O atual presidente da instituição é o desembargador Paulo Sérgio Velten Pereira.